# 画板
画板（がばん）はスケッチや写生、デッサン等絵画制作を行う際に下に敷く板。文房具、画材。

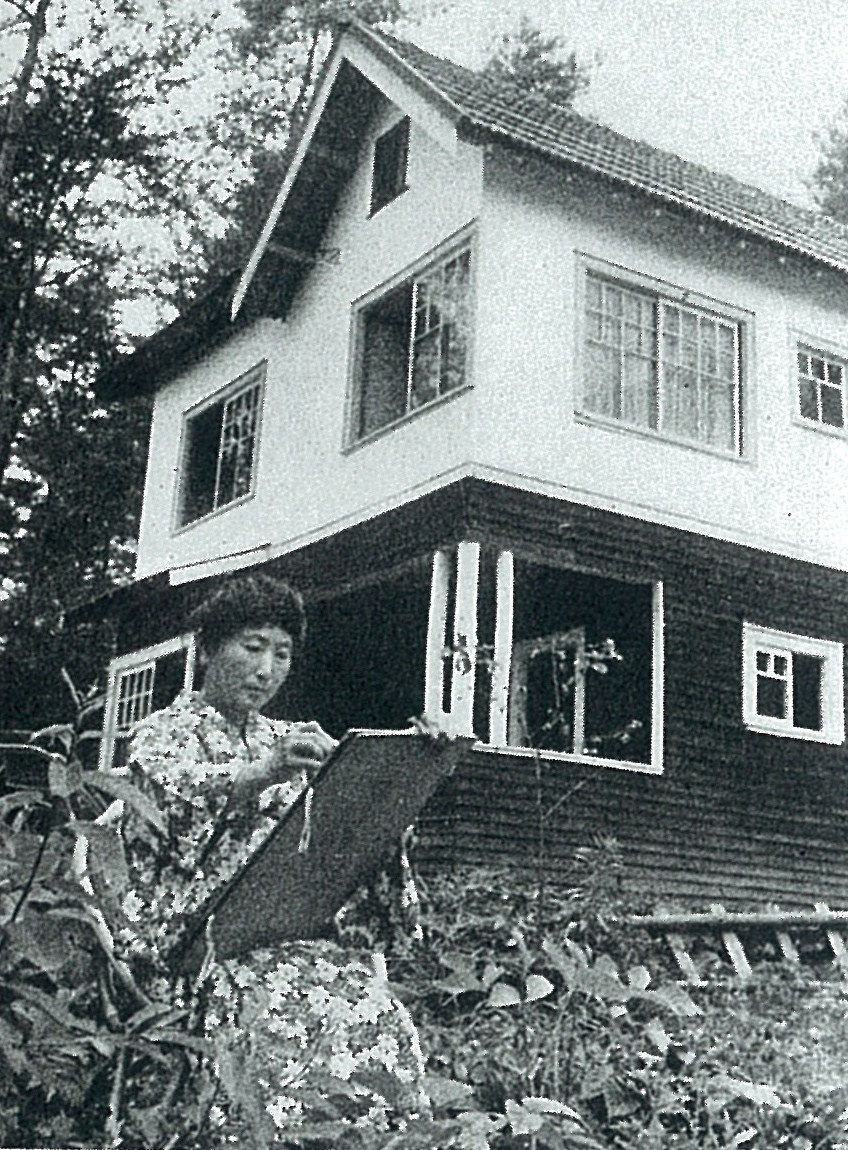
画家三岸節子1960年頃

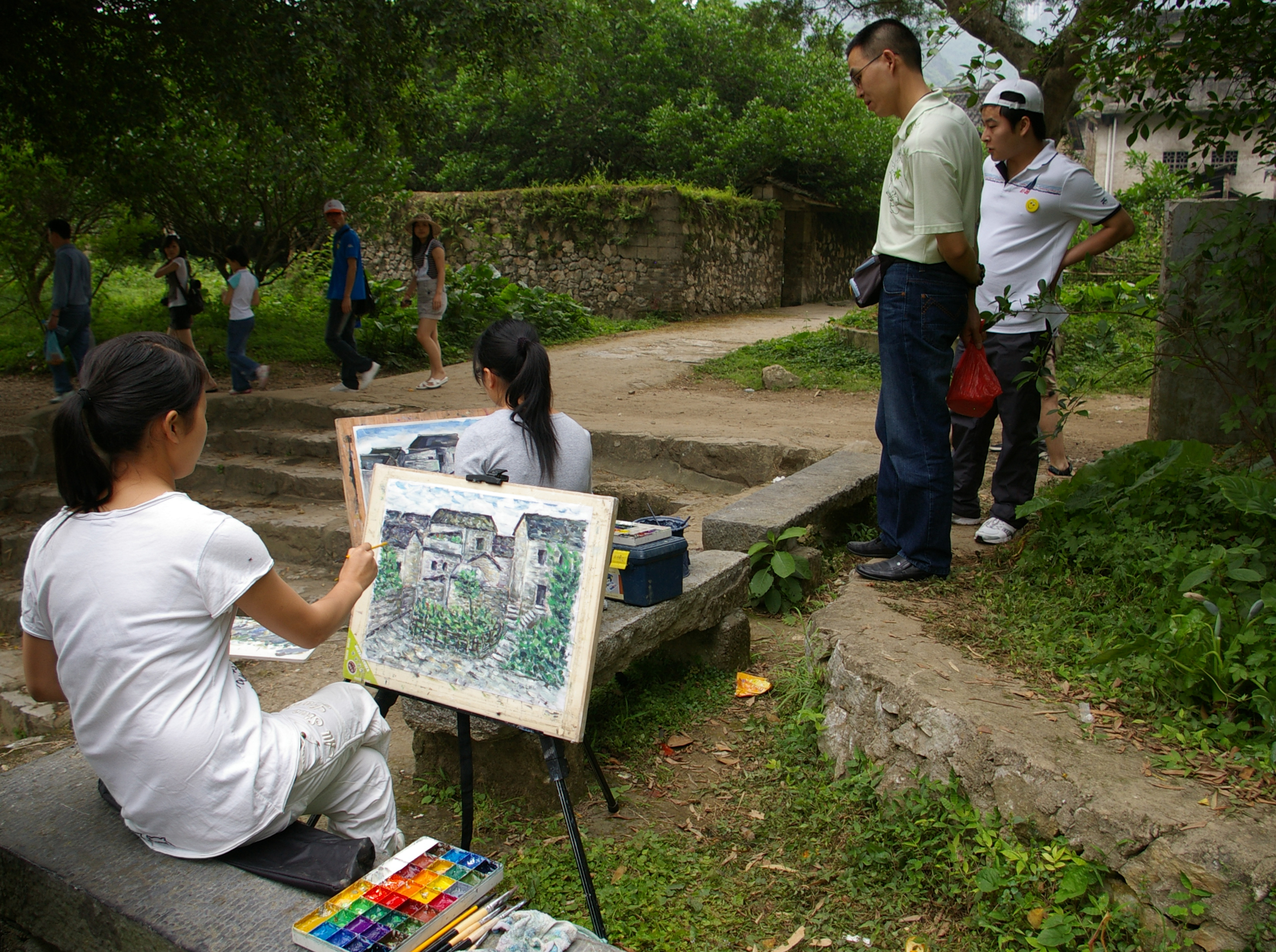
野外で写生をする子供たち

カルトンとも呼ばれる。

## 概要

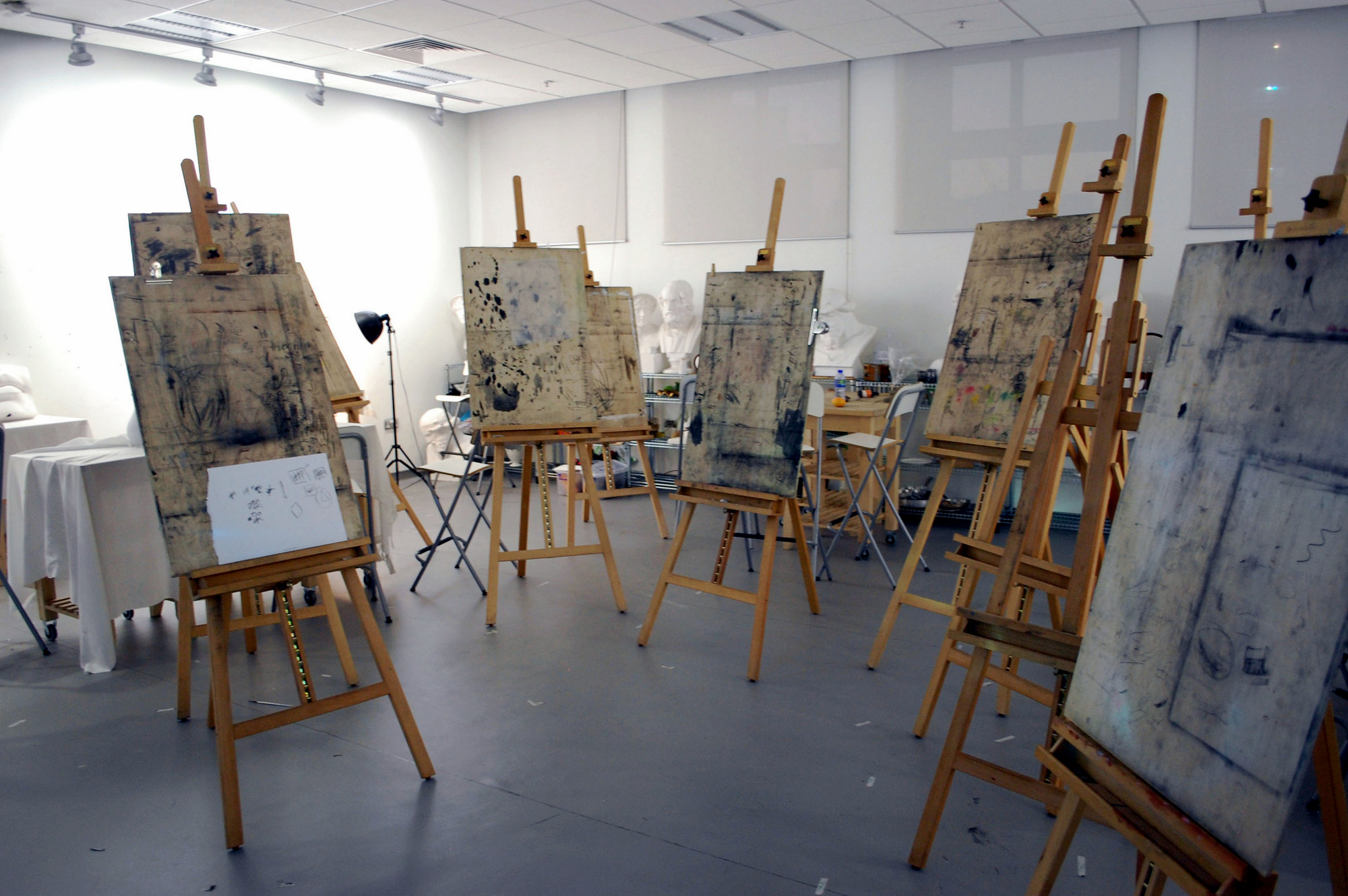
絵画教室のイーゼルでの使用例

画板の材料はベニヤ板やプラスチック、厚紙など。紐やクリップが着いているものが多い。
屋外でスケッチを行うときなどに、画板を敷いてその上に紙を乗せスケッチを行えば紙だけよりも描きやすい。